# 戈登·霍华德·鲍尔
戈登·霍华德·鲍尔（Gordon H. Bower ，1932年12月30日—）是一位研究人类记忆、语言理解、情绪和行为修正的认知心理学家。他出生于美国俄亥俄州的赛欧，1954年在西部预备大学获得文学士学位，此后在耶鲁大学师从 N.F.米勒和 F.洛根，接受行为主义心理学的训练，研究动物的操作性条件反射，1959年获得哲学博士学位。此后长期在斯坦福大学任教授，转向研究人类学习理论，进行了通过记忆术、表象、组织策略和主题学习等方式来增强记忆的研究。除了研究工作以外，还指导了许多著名学生，如约翰·罗伯特·安德森等人。1979 年，美国心理学会授予他杰出科学贡献奖。 
2002年，他被Hagbloom评为20世纪42位最著名心理学家之一。

## 著作
- 《注意学习》（与 T.特拉巴素合著），1968年
- 《学习论》（与 E.R.希尔加德合著），1981年